# Hôtel Le Mirador Resort & Spa
Le Mirador Resort & Spa, anciennement Le Mirador Kempinski, est un palace située dans la commune vaudoise de Chardonne au Mont-Pèlerin en Suisse.

## Histoire
En 1904, la société de l'Ermitage décide de créer un établissement médical au Mont-Pèlerin. Cette maison destinée aux malades nerveux sera baptisée Mon Repos et opérera dans ce domaine jusqu'à sa fermeture en 1942. Les années 1950 signeront le renouveau du bâtiment, racheté par André Kunz, frère de l’architecte veveysan du même nom. En 1962, l’hôtel-pension de Mon-Repos est ensuite racheté par la famille Ceranini-Besse qui le transforme au fil des années. En 1969, l'hôtel est racheté par Joseph Segel qui le renomme Le Mirador.
En 1971, la « Harvard Business School » décide d'ouvrir un campus en Europe. Après différents sites envisagés, c'est finalement Le Mirador qui sera retenu. L'accueil de cette université nécessitera la création de 60 chambres, 2 amphithéâtres et des salles de sous-commissions selon leurs propres plans, mais après 5 ans, le campus fermera par manque d'élèves.En 1983, Harvard Business School décide de retirer son programme d'Europe
Dès 1974, Le Mirador propose un espace consacré au bien-être et au fitness avec la création d'une piscine couverte. En 1998, l'hôtel devient le premier établissement non-fumeur d'Europe et obtient la distinction Leading Hotels of the World.
C'est en 2003 que la chaîne d'hôtel de luxe Kempinski signe un contrat de management avec le propriétaire. L'hôtel sera dès lors baptisé Le Mirador Kempinski. Suivra en 2004 et en 2008, deux plans globaux de rénovation avec la création de nouvelles chambres, d'une nouvelle réception et la rénovation des autres espaces.
En 2015 le contrat avec la chaîne "Kempinski" prend fin. L'hôtel devient ainsi indépendant et se renomme "Le Mirador Resort & Spa".
En 2016, l'hôtel est acheté par le groupe chinois "Citychamp Dartong" dont le propriétaire est Hon Kwok Lung.

## Palace
L'hôtel compte six chambres et 57 suites de différents standing. Elles ont toutes une vue partielle ou panoramique sur le lac Léman et la Riviera..
Au niveau de la restauration, il comprend deux restaurants, Le Patio proposant de la cuisine locale et de saison, et le restaurant Hinata de la cuisine japonaise, ainsi qu'un piano bar. Le palace comprend également onze salles de réception pouvant accueillir jusqu'à 150 personnes, un centre médical centré sur les soins anti-âges, l'un des trois spa Givenchy dans le monde, un centre fitness avec sauna et piscine intérieure avec terrasse.

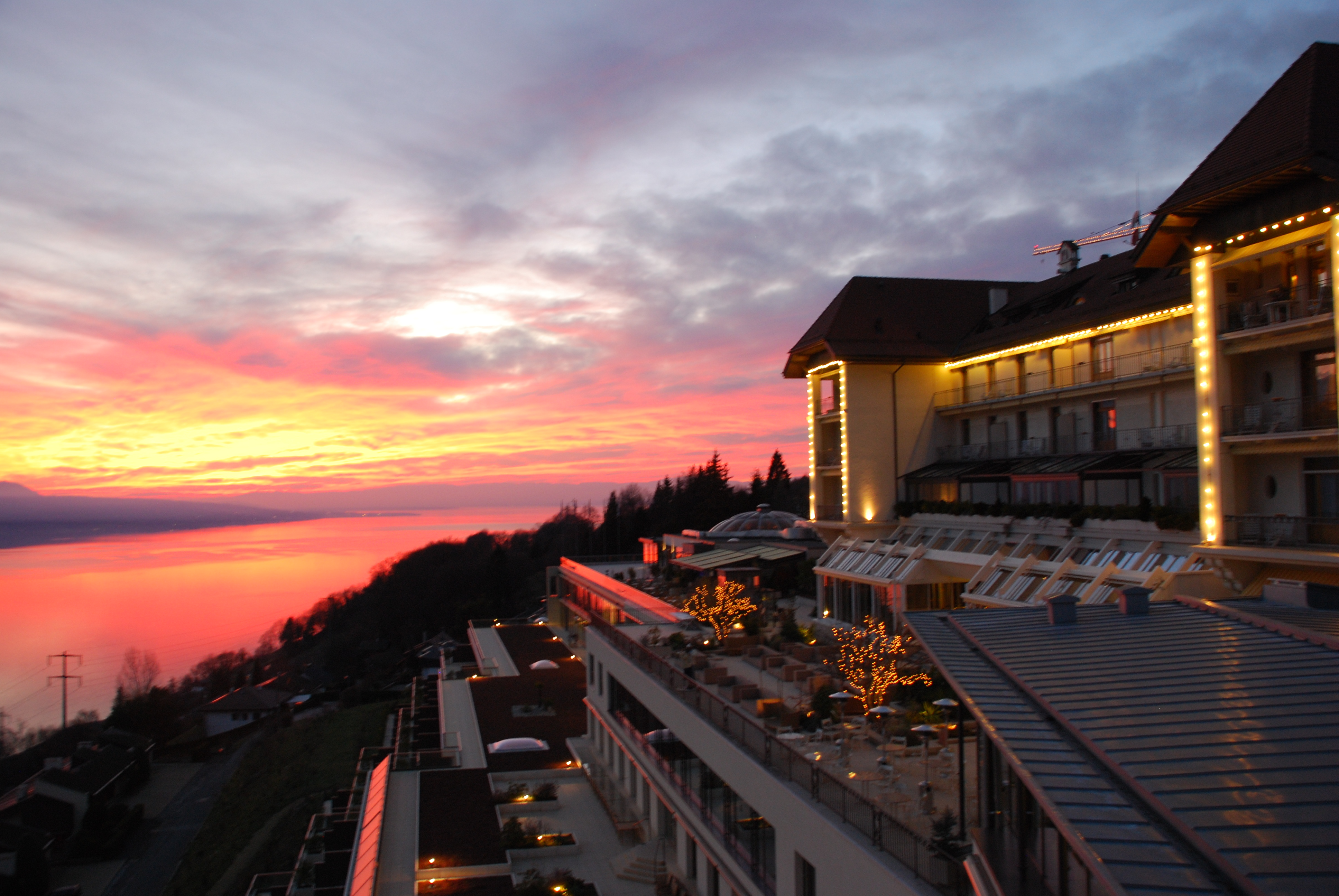
Vue sur le lac Léman en direction de l'ouest.
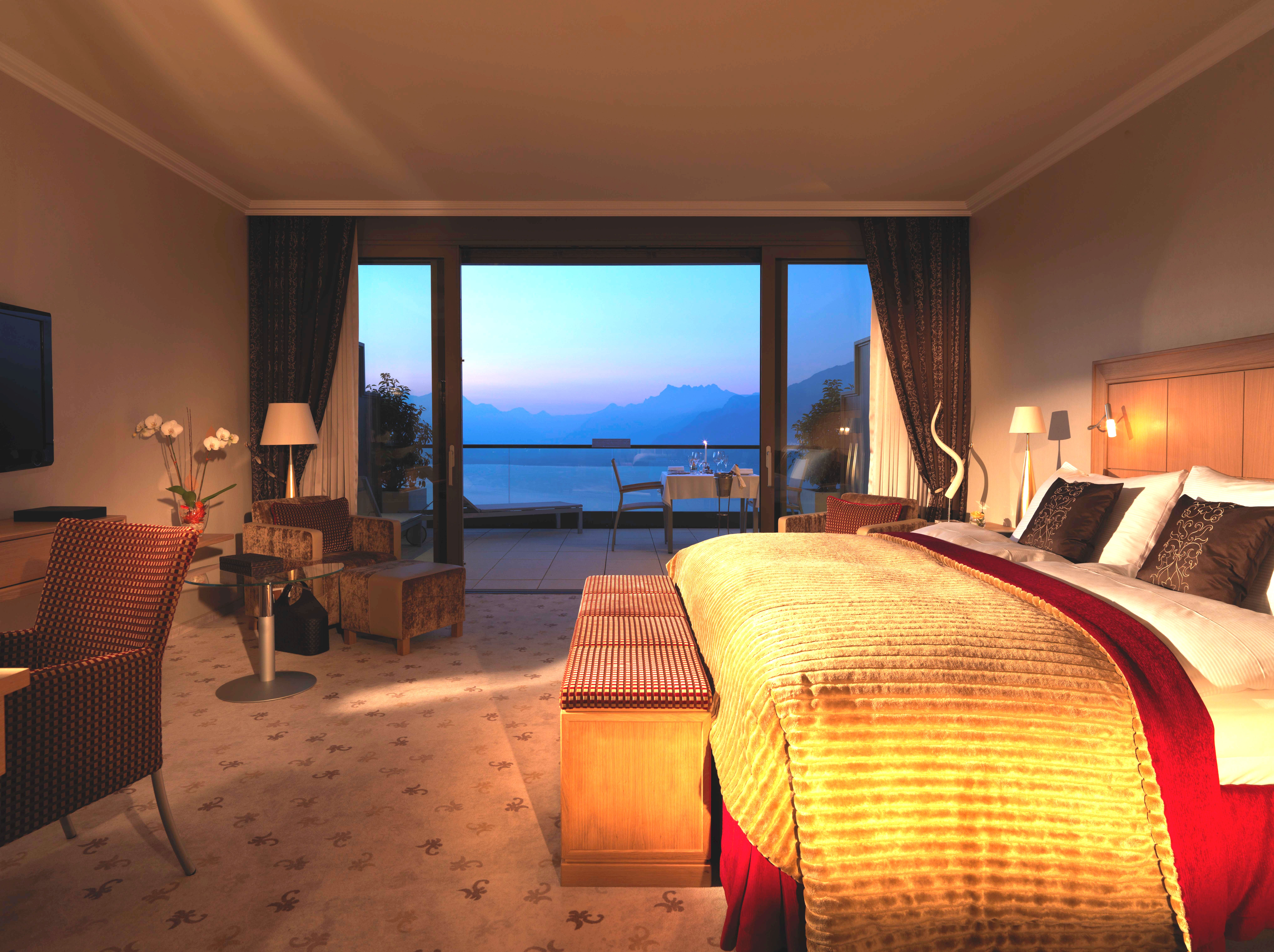
Junior Suite Prestige
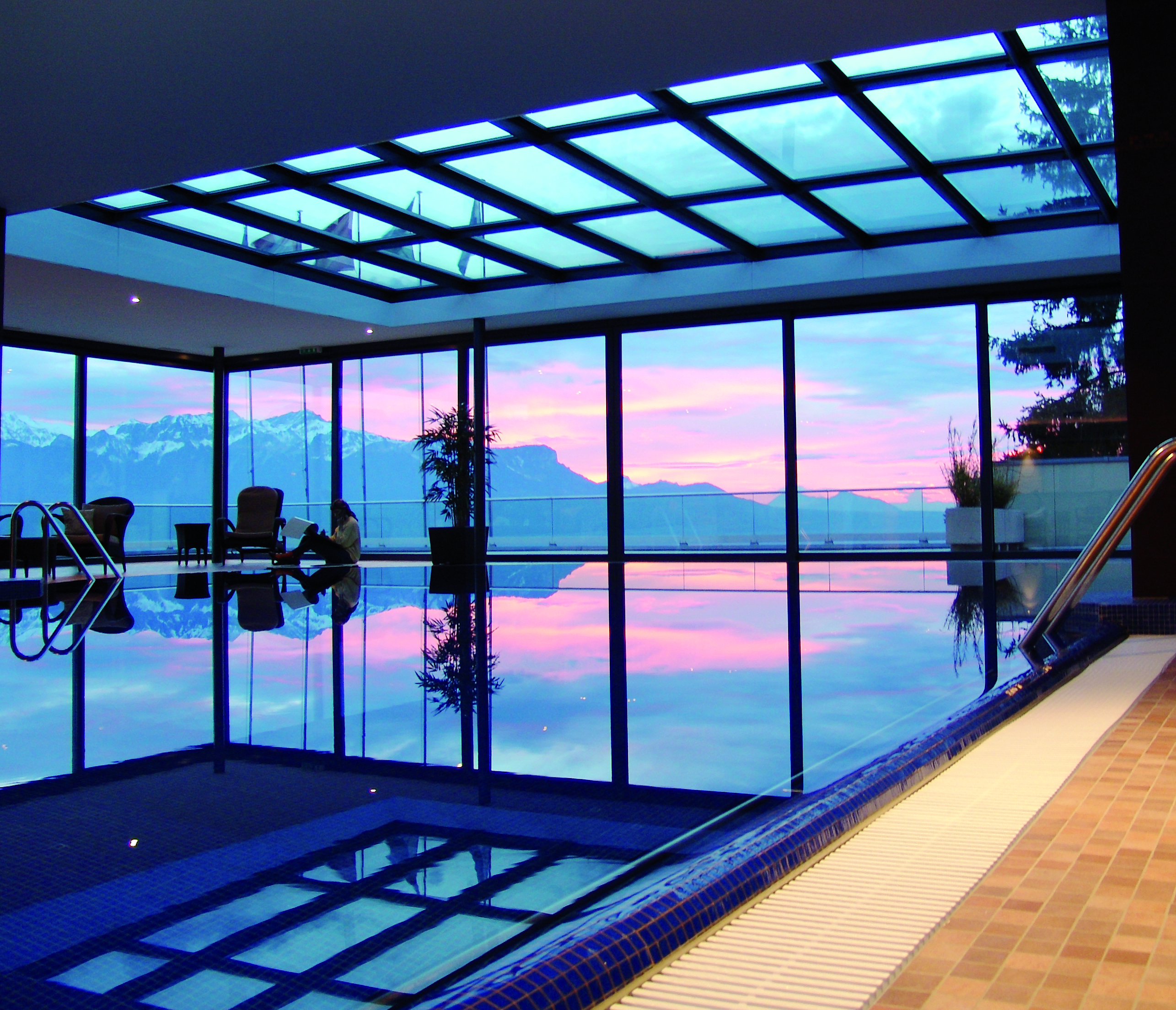
Piscine intérieure